# Montoison
Montoison é uma comuna francesa na região administrativa de Auvérnia-Ródano-Alpes, no departamento de Drôme. Estende-se por uma área de 16,11 km². Em 2010 a comuna tinha 1 969 habitantes (densidade: 122,2 hab./km²).